# Vilho Ylönen
Vilho Ilmari Ylönen (Hankasalmi, 31 maggio 1918 – Konnevesi, 8 marzo 2000) è stato un tiratore a segno finlandese.

## Palmarès

### Olimpiadi
- 2 medaglie:
  - 1 argento (Helsinki 1952 nella carabina 50 metri tre posizioni)
  - 1 bronzo (Melbourne 1956 nella carabina 300 metri tre posizioni)